# U-133号潜艇 (1941年)
U-133号（德語：U 133）是纳粹德国战争海军建造的568艘VII-C型潜艇（或称U艇）之一。它由不来梅的伏尔铿费格扎克船厂承建，于1941年4月28日下水，至同年7月5日交付使用。第二次世界大战期间，该艇曾执行过三次巡逻作战，共击沉1艘排水量为1,920吨的英国军舰。1942年3月14日，U-133号在萨拉米斯岛以南的地中海触雷沉没，艇内45名官兵全数罹难。

## 设计
VII-C型是VII级潜艇的第三次、也是最有价值的改进型。它搭载了被称为“S装置”的新式主动声呐系统，为了容纳这种新设备，VII-C型的艇体尺寸有所增加，并重新设计了鞍状水舱，在其两侧各增加了一个可提供储备浮力的小型浮舱，有利于潜艇完成快速下潜。U-133号的全长为67.10米，舷宽6.20米、并有4.74米的吃水深度，水上和水下排水量分别为769吨和871吨。该艇采用双轴设计，具有两副直径为1.23米的三叶螺旋桨。在机械系统方面，VII-C型艇也得到了升级：通过艇上配备的燃油过滤系统，柴油机润滑系统的使用受命得以延长，也为不同润滑剂在艇上机械设备上混合使用留足了余地。原先前型艇用于发射鱼雷和主压载舱吹除操作的电动空气压缩机则改为容克斯的柴动压缩机，从而减小了对艇上电气系统的依赖；此外，该型艇还装配了更为现代化的电力转换系统。动力由两台曼恩生产的M6V 40/46型六缸四冲程1,400匹公制馬力（1,000千瓦特）涡轮增压柴油机用于水面运行，以及两台布朗-博韦里提供的GG UB 720/8型375匹公制馬力（280千瓦特）双作用电动发电机用于水下航行；水面最高航速17.7節（32.8每小時），水下7.6節（14.1每小時）；能够在水面以10節（19每小時）航速续航8,500海里（15,700），或以4節（7.4每小時）连续在水下航行80海里（150）而无需充电。
武器装备方面，U-133号装备有五具内置式鱼雷发射管——艇艏四具、艇艉一具。其艇艉的鱼雷发射管设计在耐压壳体内部、两片舵之间，鱼雷可以由此向外发射。在轮机舱甲板下方还配备了用于艇艉的鱼雷装填系统，耐压壳体与甲板室之间一前一后还设计有外置鱼雷贮存装置，因此U-133号可携带14枚G7型鱼雷。但不同于其它批次的C型艇，该艇不设水雷贮存及布设装置。此外，它还搭载有一门配备220发弹药的88毫米35式速射炮以及一门配备1,195发弹药20毫米30式高射炮作为甲板炮。其标准船员编制为4名军官及40－56名水兵。

## 历史
1939年8月7日，海军造舰局将第三批次的五艘VII-C型潜艇（U-132至U-136号）建造合同发包予不来梅的伏尔铿公司。其中U-133号于1940年8月21日开始在费格扎克船厂铺设龙骨，建造序列为12号。经过近九个月的建造，它于1941年4月28日下水，至同年7月5日在首度担任艇长的海军上尉赫尔曼·黑塞的指挥下交付使用。完成海试后，该艇加入驻基尔的第7潜艇区舰队，先是在波罗的海进行战备训练，进而于1941年11月作为前线艇移驻德占法国的圣纳泽尔。此后，为配合在地中海作战，它自1942年起又换编至驻希腊萨拉米斯岛的第23潜艇区舰队服役，直到同年3月14日沉没。
第二次世界大战期间，U-133号曾执行过三次巡逻和三次狼群作战，足迹遍及纽芬兰大浅滩以东和格陵兰岛东南部的北大西洋，以及昔兰尼加和埃及附近的地中海东部，期间共击沉1艘英国军舰。受害者是正护送MW-8B号船队前往马耳他的廓尔喀号驱逐舰，于1942年1月17日07:35被黑塞发射的一枚鱼雷击中，引发大火从舰艏波及至舰艉。荷兰驱逐舰艾萨克·斯威尔斯号立即实施救援并将其拖离在水面燃烧的油污，惟火势无法控制的廓尔喀号最终仍在西地巴拉尼以北海域沉没。随后，另一艘英国驱逐舰毛利号以深水炸弹发动反击，但对U-133号仅造成轻微破坏。
1942年3月14日17:00，U-133号驶离萨拉米斯岛的驻地执行第三次巡逻。仅两小时后，该艇便在德国人自行布设的雷区内触雷，断成两截，随即沉没，所有船员全数遇难。事发后，第23区舰队指挥官表示，U-133号已偏离德军防御雷区掩护的必经之路。潜艇残骸于1997年1月20日由希腊潜水员在水深78米处发现，具体位置为37°50′N 23°23′E / 37.833°N 23.383°E。

## 袭击历史摘要
| 日期          | 船名     | 船籍         | 吨位  | 结局 |
| ------------- | -------- | ------------ | ----- | ---- |
| 1942年1月17日 | 廓尔喀号 | 英國皇家海軍 | 1,920 | 击沉 |

## 传说
互联网流传着一个关于U-133号潜艇的故事，讲述了该艇的最后一次任务是从下加利福尼亚州沿科罗拉多河逆流而上，以某种方式摧毁胡佛大坝。同样的故事基本在所有的网站上一字不差地重复着，除了一两个遗漏了所谓来源的网站。当引用来源时，它总是提及一份可疑且相当难以捉摸的出版物，名为1996年的“肖号新闻通讯”，但肖号驱逐舰本身已于1945年10月退役并于1946年7月拆解报废。文章指出，U-133号在彼得·普福（Peter Pfau）上尉的指挥下，与54名水兵一同抵达了内华达州的劳克林，后来却因沙洲的阻挡而中止任务并凿沉潜艇。
这只是一个有趣的传说，事实上U-133号永远无法航行得如此之远（美国西岸），因其燃料供应实在有限（VII-C型潜艇可以通过用燃料填满部分水箱抵达美国东岸，但仍十分勉强），纳粹海军也没有名叫普福的潜艇指挥官。倘若在战争期间有过这样一次不同寻常且大胆的袭击，当时便会造成轰动，而不必时至今日才知道了。

## 脚注
1. ↑  威廉生，第11頁.
2. ↑  加洛普，第74頁.
3. 1 2  Gröner 1991，第43–46頁.
4. ↑  加洛普，第72頁.
5. 1 2  . U-Boot-Archiv.   [2025-03-17].
6. 1 2 3  Helgason, Guðmundur. . German U-boats of WWII - uboat.net.   [2025-03-17].
7. 1 2  Helgason, Guðmundur. . German U-boats of WWII - uboat.net.   [2025-03-17].
8. ↑  Helgason, Guðmundur. . German U-boats of WWII - uboat.net.   [2025-03-17].
9. ↑  Helgason, Guðmundur. . German U-boats of WWII - uboat.net.   [2025-03-17].
10. ↑  Busch & Röll，第45頁.
11. ↑  . the Wanderling.   [2025-03-17].